# Feminismo judaico
Feminismo judaico é um movimento que visa melhorar o cenário religioso, jurídico e social das mulheres dentro do judaísmo e abrir novas oportunidades para a experiência religiosa e a liderança para mulheres judias. Os movimentos feministas, com abordagens diferentes, abriram-se em todos os principais ramos do judaísmo. O feminismo judaico variou seu posicionamento político ao longo da história, deixando de ser uma doutrina de esquerda para se tornar nacionalista.
Na sua forma moderna, o movimento feminista judaico pode ser rastreado até o início dos anos 1970 nos Estados Unidos. De acordo com a professora Judith Plaskow, que se concentrou na presença do feminismo no judaísmo reformista, as principais dificuldades das primeiras feministas judias eram a exclusão do grupo de oração conhecidos como minian,  a impossibilidade das mulheres serem testemunhas e de pedir o divórcio.

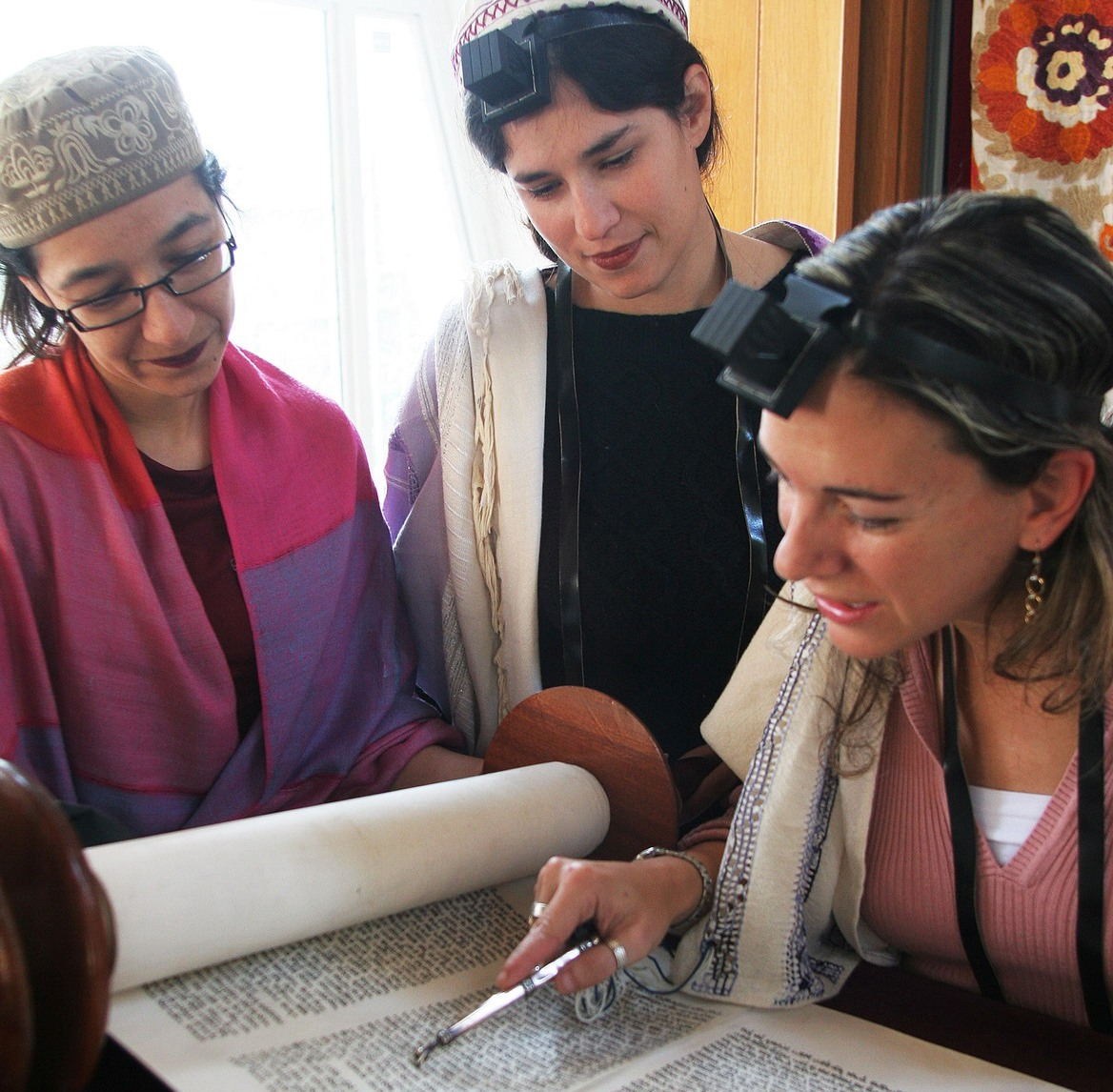
Mulheres lendo o Torá

Segundo o historiadora Paula Hyman, dois artigos publicados na década de 1970 sobre o papel da mulher no judaísmo foram particularmente influentes: The Unfreedom of Jewish Women, publicado em 1970 no  Jewish Spectator pelo sua editora, Trude Weiss-Rosmarin, que critica o tratamento das mulheres na lei judaica, e um artigo de Rachel Adler, chamado de The Jew Who Wasn't There: Halacha and the Jewish Woman, publicado em 1971 na  Davka, uma revista contracultural.